# Ole Stavrum
Ole Stavrum, surnommé « Dukk Opp » (né le 22 mai 1940 à Kristiansund en Norvège), est un ancien joueur et entraîneur de football norvégien.
Il est le père de Arild Stavrum et de Ole Erik Stavrum, également footballeurs professionnels.

## Biographie
Ole commence sa carrière pour le Clausenengen Fotballklubb, mais est plus connu pour sa période pour le club du Fotballklubben Lyn, où il évolue de 1962 à 1967, inscrivant 82 buts en 96 matchs de D1. Il termine meilleur buteur du championnat de Norvège lors de la saison 1964 avec dix-huit buts et signe une série d'un but marqué lors de onze matchs consécutifs en championnat à cheval sur les saisons 1966 et 1967.
Il a également joué en sélection. Après sa carrière de footballeur, Dukk Opp entraîne son premier club de Clausenengen, et est professeur au lycée Atlanten videregående skole de Kristiansund.